# Cima de Piazzi
La Cima de Piazzi ou Cima Piazzi est le point culminant de la chaîne de Livigno, dans les Alpes rhétiques en Italie. Il culmine à 3 439 mètres d'altitude. Le nom Piazzi est un hommage à l'astronome italien Giuseppe Piazzi (1746-1826).